# Étienne Fiacre Louis Raoul
Étienne Fiacre Louis Raoul (23 de julio de 1815– 30 de marzo de 1852) fue un cirujano naval y naturalista francés.
Nace en Brest, hijo de un capitán de la La Royale, estudia en la "Escuela Médica de Brest". En 1836 es designado cirujano de 3ª clase. Toma parte en la expedición "Comisión de exploración al África", en la nave L'Aube bajo el comando del Tte. Lavaud. Estará navegando por la Bay of Islands en Nueva Zelanda el 11 de julio de 1840, y continúa su navegación a bordo del L'Allier por tres años más.
Retorna a París, y trabaja en el Muséum national d'histoire naturelle (Museo Nacional de Historia Natural) bajo la dirección de Brongniart (1801–1876) y de Decaisne (1807–1882), describiendo y clasificando una importante cantidad de especímenes colectados durante su estada en N.Zelanda. Al mismo tiempo, estudia Medicina y obtiene su doctorado en 1844 con la tesis Des rapports des maladies aigües et chroniques du cœur avec les affections dites rhumatismales ("Relaciones de las enfermedades agudas y crónicas cardiacas con las afectaciones reumáticas").
En 1846 publica Choix de plantes de la Nouvelle-Zélande ("Selección de Plantas de Nueva Zelanda") con Fertin y D.Masson. Luego de una breve expedición a África en 1846, pasa a ser profesor de Medicina en Brest, en 1849. En 1851 publica Guide hygiénique et médical pour les bâtiments de commerce qui fréquentent la Côte Occidentale d’Afrique ("Guía higiénica y médica para los navios mercantes que visitan la Costa Oeste de África").

## Honores

### Eponimia
Género
- (Asteraceae) Raoulia Hook.f.[2]

Especies (1+ 16 registros)
- (Aspleniaceae) Asplenium raouli Mett.<refAbh. Senckenberg. Naturf. Ges. 3(1): 162 1859 Farngatt. 6: 118 (IF)</ref>

- (Scrophulariaceae) Hebe raoulii Cockayne & Allan<refTrans. & Proc. New Zeal. Inst. lvii 44 1927 (IK)</ref>
- La abreviatura «Raoul» se emplea para indicar a Étienne Fiacre Louis Raoul como autoridad en la descripción y clasificación científica de los vegetales.[3]